# Čor Minor
Čor Minor (uzbeško Chor minor), znana tudi kot Medresa Kalifa Nijaz-kula, je zgodovinska vhodna stavba za zdaj porušeno medreso v zgodovinskem mestu Buhara v Uzbekistanu. Stoji v ulici severovzhodno od kompleksa Lyab-i Hauz. Zaščitena je kot spomenik kulturne dediščine in je tudi del zgodovinskega središča Buhare, ki je na seznamu svetovne dediščine. V perzijščini ime spomenika pomeni 'štirje minareti', kar se nanaša na štiri stolpe stavbe.

## Zgodovina
Strukturo je leta 1807 pod vladavino rodbine Manghit zgradil Kalif Nijaz-kul, bogati Buharec turkmenskega porekla. Štiristolpna stavba se včasih zamenjuje z vrata v medreso, ki je nekoč obstajala za stavbo, vendar je Čor Minor pravzaprav kompleks stavb z dvema funkcijama, obredno in zavetiščem. Prvotno je bila del kompleksa medrese, ki je bila porušena. Stavba nima analogov v arhitekturi Buhare, navdih in motivi Nijazkula pa niso jasni.

## Arhitektura
Glavna stavba je mošeja. Kljub nenavadni zunanji obliki ima stavba tipično notranjost za srednjeazijsko mošejo. Zaradi kupole ima prostor dobre akustične lastnosti in zato dobi poseben pomen 'dhikr-hane' – prostora za ritualizirane 'dhikr' obrede sufijev, katerih liturgija pogosto vključuje recitacijo, petje in instrumentalno glasbo. Na obeh straneh osrednje stavbe so bivalni prostori, od katerih so se nekateri porušili, vidni so le njihovi temelji. Posledično za polno delovanje medrese manjkajo le učilnice in nekateri gospodarski prostori. Vendar pa je bila običajna praksa, da tako imenovane medrese niso imele predavalnic ali pa, četudi so jih imele, v njih niso potekala predavanja. Te medrese so bile uporabljene kot študentski hospici.
Na promenadi desno od Čor Minorja je bazen, verjetno iste starosti kot preostali del stavbnega kompleksa. Čor Minor je zdaj obdan predvsem z majhnimi hišami in trgovinami vzdolž svojega oboda.

### Stolpi
Stolpi Čor Minorja niso minareti. Trije so bili uporabljeni za skladiščenje, eden pa ima stopnišče, ki vodi v zgornje nadstropje. Vsi so na vrhu s kupolami, prekritimi z modrimi keramičnimi ploščicami. Vsak od štirih stolpov ima različne dekorativne motive. Nekateri pravijo, da elementi dekoracije odražajo štiri religije, ki jih poznajo Srednji Azijci. Poleg zoroastrskih in islamskih motivov lahko najdemo elemente, ki spominjajo na križ, krščanski motiv ribe in budistični molilni valj.
Leta 1995 se je zaradi podzemnega potoka zrušil eden od štirih stolpov in UNESCO je v okviru Sklada za svetovno dediščino zaprosil za nujno pomoč, ki jo je tudi odobril. Čeprav je zrušitev povzročila destabilizacijo celotne strukture, so si oblasti prizadevale, da bi ozaveščenost o nesreči čim bolj zmanjšale. Brez pojasnila je stavba izginila s seznama znamenitosti in po hitri obnovi stolpa »z uporabo netradicionalnih gradbenih materialov, kot sta cement in jeklo slabe kakovosti« se je Čor Minor vrnil kot ena najbolj priljubljenih znamenitosti mesta, vendar je dogodek od takrat ostal skrivnost.